# Salim Rubayy' 'Ali
Sālim Rubayyʿ ʿAlī (in arabo سالم رُبَيِّع علي‎?, Sālim Rubayyʿ ʿAlī; Governatorato di Abyan, 17 giugno 1934 – Aden, 26 giugno 1978) è stato un politico yemenita, conosciuto dai suoi commilitoni come "Compagno Sālimīn". Fu il capo di Stato marxista della Repubblica Democratica Popolare dello Yemen dal 22 giugno 1969 fino alla sua esecuzione il 26 giugno 1978.

## Biografia
Nato nel governatorato di Abyan il 17 giugno 1934, Sālim Rubayyʿ aveva guidato l'ala di sinistra del Fronte Nazionale per la Liberazione dello Yemen del Sud (NLF), il movimento che aveva forzato i britannici a ritirarsi dallo Yemen del Sud il 29 novembre 1967. La fazione radicale marxista guidata da Sālim Rubayyʿ acquisì il dominio sugli elementi più moderati guidati dal presidente Qahtan Muhammad al-Sha'bi, che permise a Sālim Rubayyʿ di conquistare il potere. Durante il suo mandato come presidente, Sālim Rubayyʿ si fregiò del titolo di "Presidente del Consiglio presidenziale", anche dopo che lo Yemen del Sud aveva cambiato denominazione da "Repubblica Popolare dello Yemen del Sud" in "Repubblica Democratica Popolare dello Yemen" nel 1970.
il partito di Rubayyʿ fondò insieme ad altri partiti l'Organizzazione politica unita - Fronte Popolare (in arabo التنظيم السياسي الموحد الجبهة القومية‎?, al-Tanẓīm al-Siyāsī al-Muwaḥḥad - al-Jabha al-Qawmiyya) nel 1975. Tutti i partiti rivali del suo partito furono in seguito estromessi. Rubayyʿ si oppose anche all'idea della fondazione del Partito Socialista Yemenita (YSP) promossa da ʿAbd al-Fattāḥ Ismāʿīl. Nominò Muhammad 'Ali Haytham come suo Primo ministro quando divenne presidente. Haytham servì in quella carica fino all'agosto 1971, quando fu rimpiazzato da Ali Nasir Muhammad. Nel 1978, ʿAlī Nāsir Muḥammad depose Rubayyʿ e lo fece giustiziare, dopo una breve battaglia che ebbe luogo nel Palazzo al-Mudawwar, situato in al-Tawahi ad Aden, che Rubayyʿ aveva usato come sua fortificazione.